# Mertz Tibor
Mertz Tibor (Kalocsa, 1961. február 28. –) Jászai Mari-díjas magyar színművész.

## Életpályája
Märtz János és Farkas Anna gyermekeként született. Főiskolai tanulmányait a Színház- és Filmművészeti Főiskolán végezte 1981–1985 között. 1985–1986 között a József Attila Színházban játszott. 1986–1992 között, illetve 2001 óta a szolnoki Szigligeti Színház tagja. 1992–1993 között az Arany János Színházban szerepelt. 1993–1996 között a Művész, illetve a Thália Színház tagja volt. 1996–2001 között szabadúszó volt. 2003-2009 között a Nemzeti Színház, 2009-2011 között a székesfehérvári Vörösmarty Színház, 2011-2018 között a szombathelyi Weöres Sándor Színház társulati tagja volt. 2018-tól ismét szabadúszó volt. 2021-től a Budaörsi Latinovits Színház tagja.

## Magánélete
Felesége Bodor Johanna. Két gyermekük született; Dániel Máté és Hanna Míra.

## Színházi szerepei

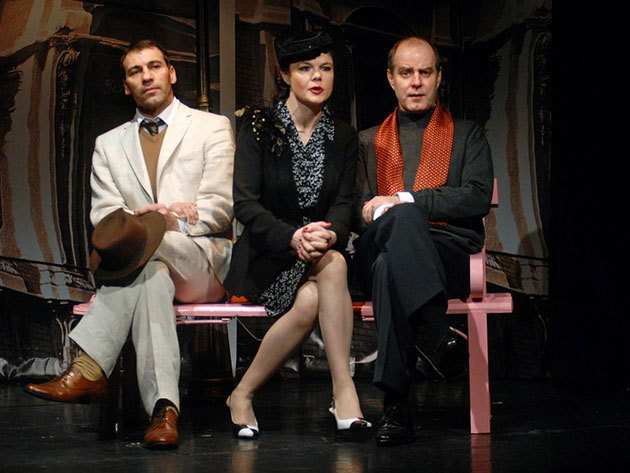
Márai Sándor: Az Igazi című előadás Kőváry Katalin rendezésében (Varga Zoltánnal és Györgyi Annával, a budapesti Pinceszínházban)

- William Shakespeare: Ahogy tetszik....Orlando
- Jacques Audiberti: Árad a gazság....Parfait király
- Filó Vera: Ariel, a buta szellem....Prospero
- Jean Racine: Atália....Nábál
- Katona József: Bánk bán....Ottó
- Füst Milán: Boldogtalanok....Dr. Beck Gyula
- Georges Feydeau: Bolha a fülbe....Camille Chandebise
- Gerhart Hauptmann: A bunda....Fleischer
- Jane Austen: Büszkeség és balítélet....Mr. Bennet
- Füst Milán: Catullus....Cldodius
- John Kander–Ebb–Fosse: Chicago....Billy Flynn
- Shakespeare: Cymbeline....Cymbeline
- Doug Wright: De Sade pennája....A Márki
- Borisz Paszternak: Doktor Zsivago
- Madách Imre: Az ember tragédiája....Lucifer
- Dosztojevszkij: A félkegyelmű....Miskin
- Ödön von Horváth: Figaro válik....Cherubin
- Gogol: Háztűznéző....Kocskarjov
- Tebelak–Stephen Schwartz: Hit kell!....Jézus
- Weöres Sándor: A holdbeli csónakos....Dumuzi
- Karinthy Frigyes: Holnap reggel....Beniczky gróf
- Márai Sándor: Az igazi....Lázár
- Shakespeare: III. Richárd....Sir James Tyrrel
- Háy Gyula: Isten, császár, paraszt....Gara Miklós
- (Csehov: Ivanov....Pavel Kirillics Lebenyev
- Molnár Ferenc: Játék a kastélyban....Almády
- Lope de Vega: A kertész kutyája....Teodoro
- Bertolt Brecht–Kurt Weill: Koldusopera....Fűrész Róbert
- Harold Pinter: A kollekció....Harry
- Michel de Ghelderode: A titok kapujában....Renatus
- Eörsi István: Jolán és a férfiak....Ernő
- Schwajda György: Ballada a 30l-es parcella bolondjáról....A bolond idők tanúja
- Gabriel García Márquez: Száz év magány....Aureliano
- Goldoni: Pinokkió kalandjai....Bábjátékos
- Helen Edmundson: Irtás....Robert
- Shakespeare: Szeget szeggel....Claudio
- Kiss Dénes–Gryllus Dániel: Héterősek....Setten-Sutton Tihamér
- Hamvas Béla–Spiró György: Szilveszter....Horace Chill
- Füst Milán: A lázadó....Sándor
- Shakespeare: Lear király....Edgar
- Huszka Jenő: Lili bárónő....Báró Malomszegi
- Szigligeti Ede–Taub János: Liliomfiék....Erzsi
- Schwajda György: Ludas Matyi....Ludas Matyi elvtárs
- Csehov: A meggyeskert....Gajev
- Ödön von Horváth: Mesél a bécsi erdő....Kapitány
- Márai Sándor: A négy évszak....Férfi
- Sánta Ferenc: Az ötödik pecsét....Keszei
- Horváth Péter: A pesti szín....Charme
- Arthur Miller: Pillantás a hídról....Alfieri
- Filó Vera: Rob és Tot pont még nevet egyet....Tot
- Fejes Endre: Rozsdatemető....Ervin
- Mark Ravenhill: Shopping and F***ing....Brian
- Shakespeare: Sok hűhó semmiért....Don Pedro
- Székely János: Mórok....Hasszán; Benkő
- Shakespeare: Szentivánéji álom....Lysander, Oberon
- Offenbach: Szép Heléna....Paris
- Pozsgai Zsolt: Szeretlek, Faust....Mindszenty
- Hamvai Kornél: Szigliget....Pippolo Luigi
- Ghelderode: A színész el....Renatus
- Darvasi László: Szív Ernő estéje....Szív Ernő
- Karinthy Márton: Tanner John házassága (A Don Juan kód)....Mendoza vezér
- Molière: Tartuffe....Valér
- Nagy Ignác: Tisztújítás....Hajlósi
- Molière: Tudós nők....Klitander
- Móricz Zsigmond: Úri muri....Szakhmáry Zoltán
- Henrik Ibsen: A vadkacsa....Gregers Werle
- Oswald: Versekkel kártyázó szép hölgyek....Takiguchi
- Hamvai Kornél: Vesztegzár a Grand Hotelben....Sedlintz
- Shakespeare: Vízkereszt, vagy bánom is én....Malvolio
- Henrik Ibsen: Vonzás....Arnholm
- Szirmai Albert–Bakonyi Károly: Mágnás Miska....Baracs István
- Carlo Goldoni: A hazug....Ottavio
- Székely János: Caligula helytartója....Probus
- Nagy Karola: C. kisasszony szenvedélye....Gusztáv, sofőr
- Franz Kafka: A kastély....Tanító
- Friedrich Schiller: Tell Vilmos....Walter
- Molière: Tartuffe....Címszerep

## Filmjei

### Játékfilmek
- Nekem lámpást adott kezembe az Úr Pesten (1999)
- Kanyaron túl (2002)
- Sorstalanság (2005)
- MAB (2010)
- 1945 (2017)
- Az unoka (2022)
- Nyugati nyaralás (2022)

### Tévéfilmek
- A kaméliás hölgy (1985)
- Napóleon (1989)
- Kisváros (1997-2001)
- Ábel Amerikában (1998)
- Családi album (1999)
- Presszó mesék (2008)
- Emlékszem Anna Frankra (2009)
- Egynyári kaland (2017)
- Aranyélet (2018)
- Cseppben az élet (2019)
- Apatigris (2023)
- S.E.R.E.G. (2024)